# Vincenzo Busacchi
Vincenzo Busacchi (San Giovanni in Persiceto, 10 novembre 1907 – Bologna, 27 giugno 1991) è stato un medico e storico italiano.
Presidente della Società Italiana di Storia della Medicina per quasi vent’anni, dal 1965 al 1982.

## Biografia
Dopo essersi laureato in Medicina all’Università di Bologna nel 1933, divenne assistente di Francesco Schiassi presso l’Istituto di Patologia Speciale Medica. Schiassi, poi, lo mandò a Parigi a specializzarsi in cardiologia con Charles Laubry, allora celebre per le sue scoperte sulle cardiopatie congenite e sul ruolo della pressione sanguigna nelle cardiopatie.
Tra il 1941 e il 1942, partecipò alla Campagna italiana di Russia come direttore di un Ospedale da campo. Rientrato in Italia, nel 1942 ottenne la Libera docenza in Patologia speciale medica e Metodologia clinica. Dopo la guerra ottenne il primariato medico presso l’ospedale di San Giovanni in Persiceto, il suo paese natale, e lo mantenne fino al pensionamento, nel 1975.

## Attività legata alla Storia della medicina
Avvicinato alla storia della medicina fin dagli anni universitari da Pietro Capparoni, nel 1937 ottenne la libera docenza anche in questa disciplina. Nel 1938, al pensionamento di Capparoni, fu proposto dal grande ortopedico Vittorio Putti come nuovo docente della disciplina presso l’Università di Bologna, dove ricoprì questo ruolo per quarant’anni, fino al 1978.

## Scritti principali
- La trapanazione del cranio nei popoli preistorici (neolitici e precolombiani) e nei primitivi moderni, Istituto nazionale medico farmacologico "Serono", Roma 1935
- La terapia medica e chirurgica delle sindromi ipertiroidee, Cappelli, Bologna-Rocca S. Casciano 1940
- La sprue non tropicale, Cappelli, Bologna 1941
- "I primordi dell'insegnamento medico a Bologna", Rivista di Storia delle Scienze Mediche e Naturali, Anno XXXIX, n. 2 (Luglio-Dicembre 1948), pp. 128-144
- Traduzione, introduzione e note a “Girolamo Fracastoro, Il contagio, le malattie contagiose e la loro cura”, Olschki, Firenze 1950
- Storia della medicina, Cappelli, Rocca S. Casciano 1951
- Iconografia malpighiana, Azzoguidi, Bologna 1966